# ماهنامه دیپلمات
دیپلمات ماهنامه، خبری تحلیلی، سیاسی، به صاحب امتیازی و مدیرمسئولی سید صاحب صادقی و سردبیری کیهان برزگر است که از ۱ مرداد ۱۳۹۴ منتشر شد. این ماهنامه به عنوان اولین رسانه مکتوب بخش خصوصی در داخل کشور و در حوزه دیپلماسی و روابط بین‌الملل است. دیپلمات در اولین شماره خود گفتگویی با محمد جواد ظریف وزیر امور خارجه دولت یازدهم در ارتباط با ویژگی‌های توافق هسته‌ای، اولویت‌های دستگاه دیپلماسی بعد از توافق و راهبردهای دولت برای دیپلماسی منطقه‌ای منتشر کرد. دیپلمات همچنین در همان شماره با سید عباس عراقچی سرپرست تیم مذاکره کننده هسته‌ای و حمید بعیدی نژاد مسئول تیم فنی و کارشناسی نیز گفتگو کرد.